# CNN

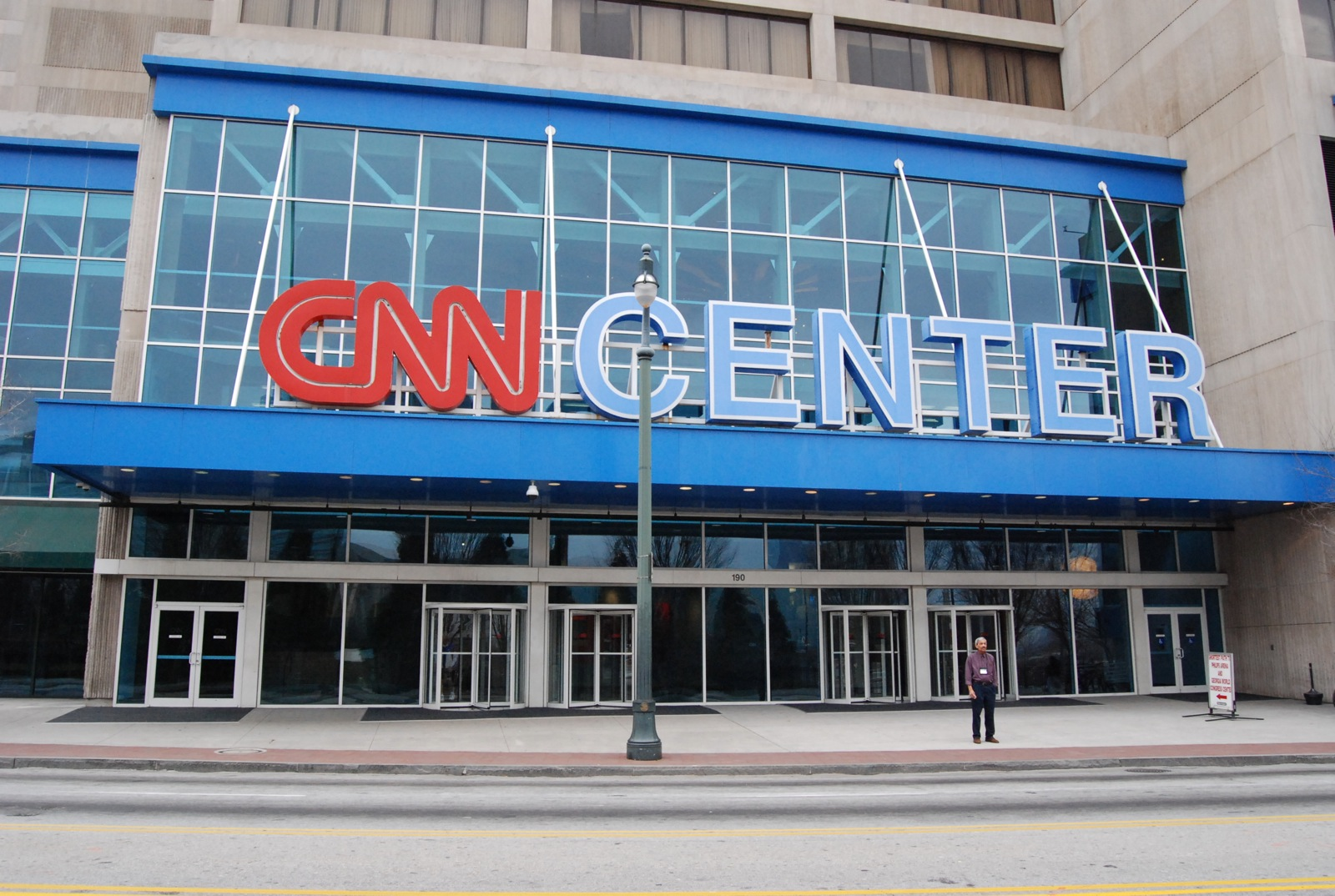
CNN Center, Atlanta.

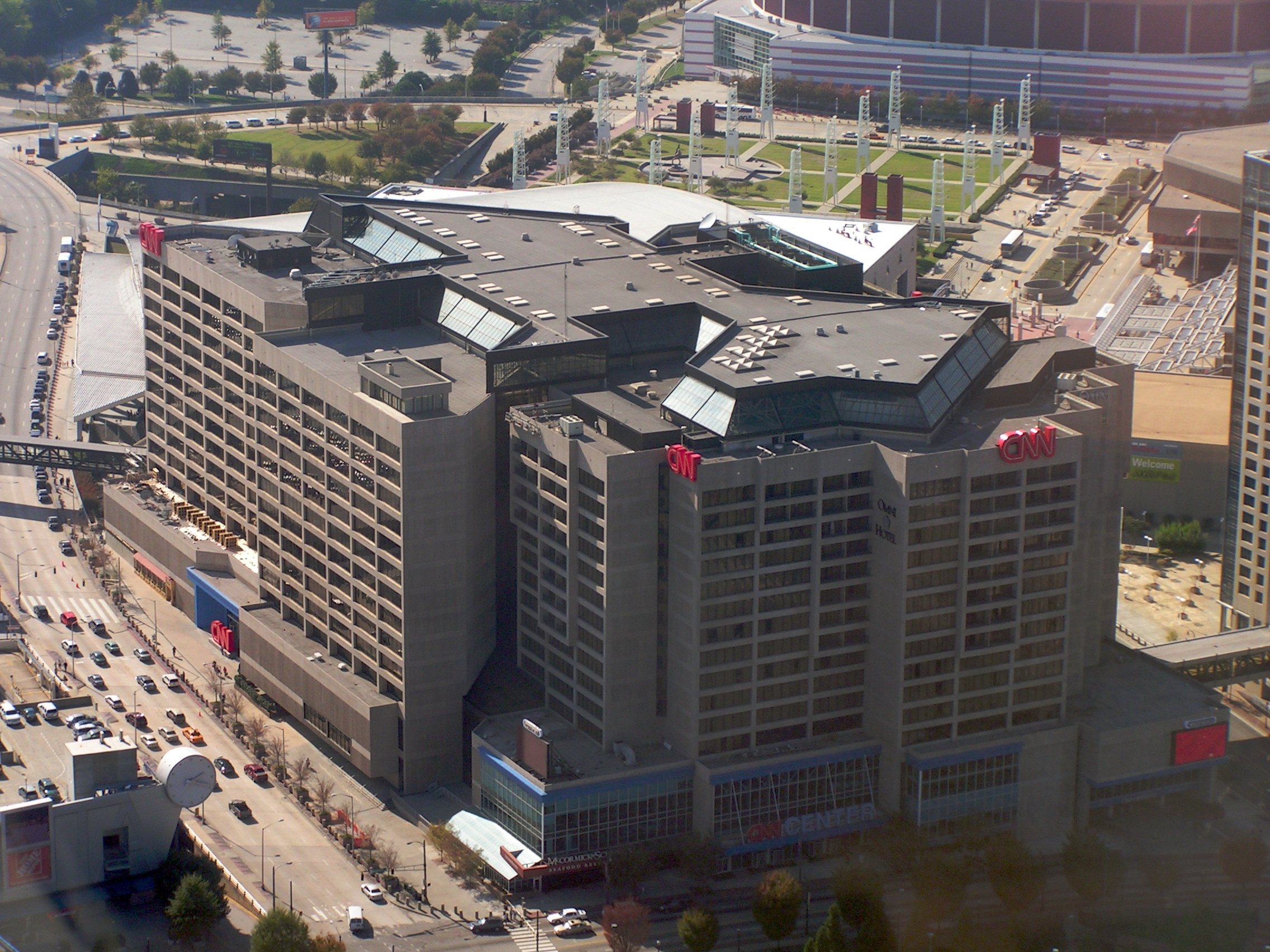
CNN-Center, Atlanta

Cable News Network (abreviat CNN) este o mare rețea de televiziune americană prin cablu axată pe știri și informații din toată lumea. Este una din cele mai mari și mai vechi rețele de știri care transmite în toată lumea prin cablu sau prin satelit. CNN a fost fondată în 1980 de către proprietarul mass-media american Ted Turner ca un canal de știri prin cablu ce transmite 24 de ore din 24. La lansare, CNN a fost primul canal de televiziune care a oferit o acoperire de știri de 24 de ore și a fost primul canal de televiziune cu știri din Statele Unite.
În timp ce canalul de știri are numeroase filiale, CNN difuzează în principal de la 30 Hudson Yards din New York City și studiouri din Washington, D.C. și Los Angeles. Sediul central al centrului CNN din Atlanta este folosit doar pentru programare în weekend. CNN este uneori denumită CNN / U.S. (sau CNN Domestic) pentru a distinge canalul american de rețeaua sa sindicală internațională, CNN International.
Începând cu luna august 2010, CNN este disponibilă în peste 100 de milioane de case din S.U.A.
CNN este prima televiziune care a întrerupt programul obișnuit pentru a transmite imagini în direct de la evenimentul prăbușirii blocurilor World Trade Center pe 11 septembrie 2001. De asemenea, CNN mai deține și alte posturi de televiziune printre care CNN International, CNN TÜRK, CNN Chile, CNN en Español, CNN Indonesia, CNNj, CNN-IBN ș.a.

## Personal
Pe 27 iulie 2012, președintele CNN, Jim Walton, a anunțat că demisionează după 30 de ani în rețea. Walton a rămas cu CNN până la sfârșitul acelui an.  În ianuarie 2013, fostul președinte NBCUniversal Jeff Zucker l-a înlocuit pe Walton. Pe 29 ianuarie 2013, analiștii politici de lungă durată James Carville și Mary Matalin și colaboratorul politic Erick Erickson au fost eliberați de CNN.

## Premii și onoruri
2018: Nima Elbagir de la CNN a primit Premiul Courage în Jurnalism din 2018 de la Fundația Internațională pentru Media Femeilor.
2018: CNN a primit premiul George Polk pentru reportaje de televiziune străină pentru descoperirea unei licitații ascunse de sclavi moderni de refugiați africani din Libia. Raportări realizate de Nima Elbagir și Raja Razek.
2018: CNN a primit Premiul David Kaplan de la Overseas Press Club of America pentru cel mai bun raport de televiziune sau spoturi video din străinătate pentru raportarea a căderii ISIS. Raportări realizate de Nick Paton Walsh și Arwa Damon.